# Notarthrinus
Notarthrinus is een geslacht van vlinders van de familie van de Lycaenidae.
Dit geslacht is monotypisch, dat wil zeggen dat het maar één soort heeft namelijk Notarthrinus binghami Chapman, 1908 uit Indo-China.